# Brachioppiella walkeri
Brachioppiella walkeri är en kvalsterart som först beskrevs av Hammer 1968.  Brachioppiella walkeri ingår i släktet Brachioppiella och familjen Oppiidae. Inga underarter finns listade.